# 자유민주당 (일본)

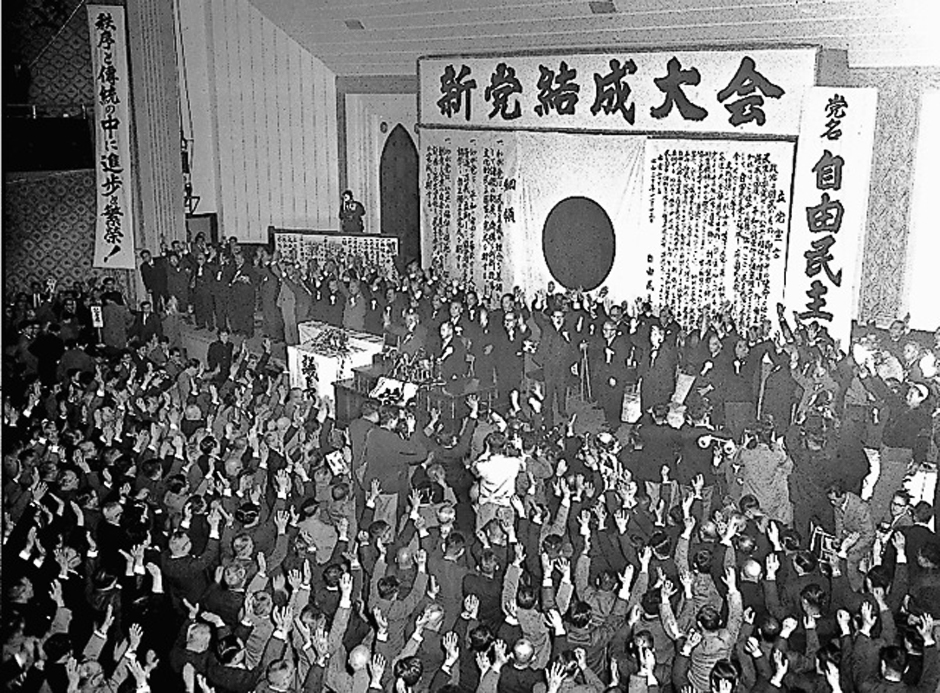
1955년의 자유민주당 창당 대회

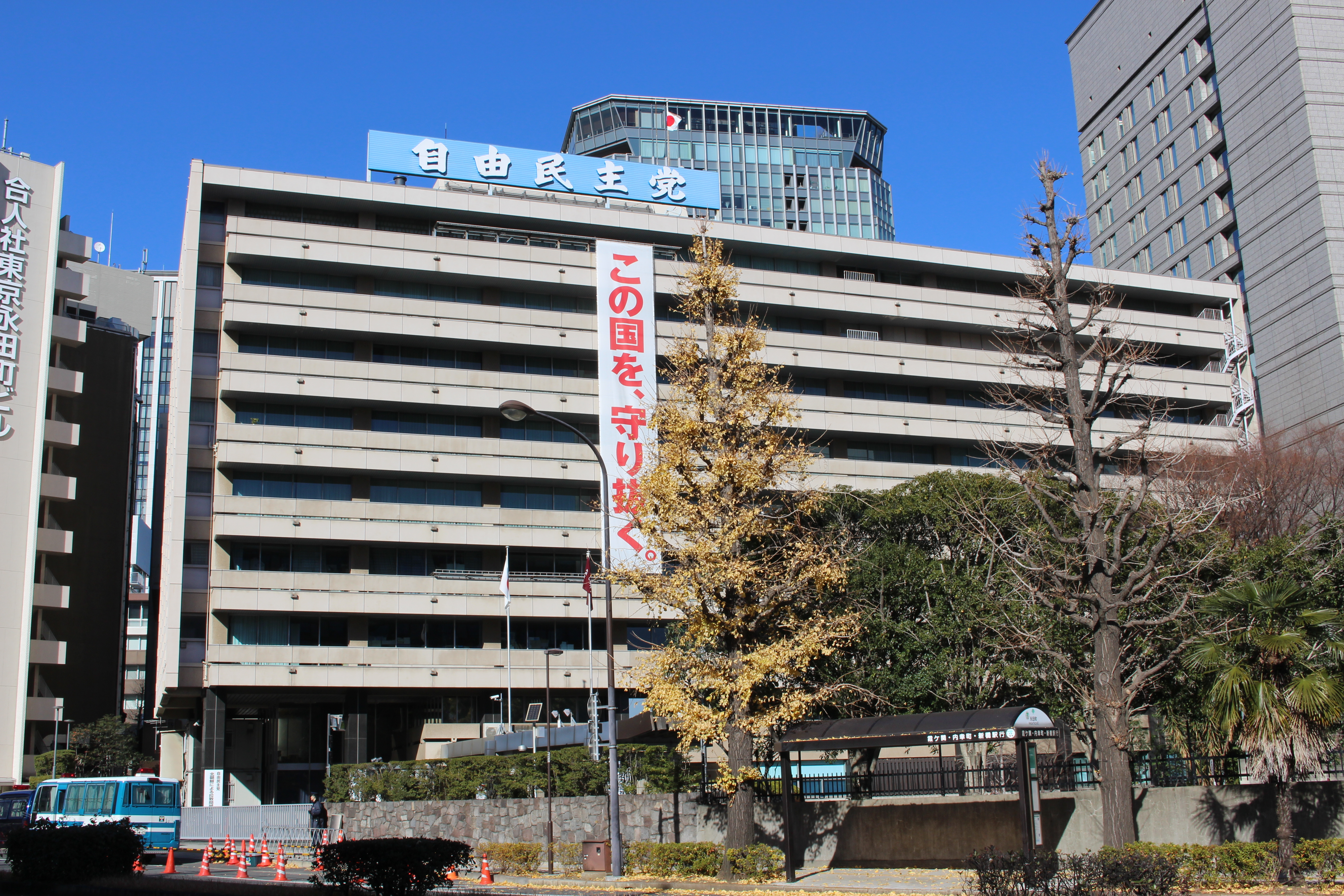
자유민주당 중앙당사(2018년 1월)

자유민주당(일본어: 自由民主党 지유민슈토[*], 영어: Liberal Democratic Party, LDP), 약칭 자민당(일본어: 自民党 지민토[*])은 1955년에 자유당과 일본민주당이 합쳐져 창당된 일본의 보수주의 정당이며 2024년 현재 총재는 이시바 시게루, 간사장은 모리야마 히로시이다.
1955년의 창당 이후 중의원 내에서 지속적으로 여당 자리를 지켜오면서 야당인 일본사회당과 55년 체제라 불리는 양대정당 구조를 이루고 있었으나, 이후 1993년에 자민당과 공산당을 제외한 정당들이 연립 정권을 수립하면서 일당우위제가 처음으로 붕괴하였다. 그러나 익년인 1994년 다시 내각을 이룬 이후로도 2009년~2012년의 기간을 제외하고는 제1당의 자리를 빼앗긴 적이 없으며, 계속적으로 총리를 배출해내고 있는 등 일본 국내의 정치계에서의 그 영향력은 거대하다.
소속 의원들은 당내의 특정 파벌에 속해있는 경우가 많은데, 이는 총리나 내각 인사의 선출에 강한 영향을 미치고 있다.

## 개요
1955년에 자유당과 일본민주당의 "보수합동"으로 창당된 일본의 보수주의 정당이다. 입헌정우회, 입헌민정당을 기원으로 하며 일본 제국주의 체제의 핵심을 담당한 익찬의원연맹, 익찬정치회, 대일본정치회 및 제국주의에 비판적인 입장이었던 동교회, 호국동지회, 일본자유당, 일본진보당, 일본협동당이 자민당의 기원으로 꼽힌다. 이렇게 자민당은 일본 제국주의를 주도했거나 이를 계승하는 세력과, 제국주의에 비판적 입장을 보이면서도 친미, 반공주의 성향을 띠는 보수적 자유주의 세력의 연합으로 출발했다.
자민당은 창당 이후 오랜 기간 동안 당 지도부의 힘이 약했고, 대신 영향력 있는 정치인들이 각각 자신을 따르는 의원들로 구성된 "파벌"을 형성해 각 파벌 간의 대립과 합종연횡을 통해 당이 운영되는 것이 일상화되어 있었다. 이는 한 정당이 한 선거구에 여러 명의 후보를 내야만 하는 중선거구제를 선거 제도로 채택했기 때문으로 분석되고 있는데, 중선거구제 하에서는 같은 선거구에 출마한 자민당 후보들은 서로가 같은 당에 소속된 동지임과 동시에 당선을 다투는 라이벌이 될 수 밖에 없었다. 또한 한 선거구에 입후보자가 여러 명이어서 한 후보자가 중앙당의 선거 지원을 독차지할 수 없었기에 각 후보자는 선거 운동에 필요한 자금을 확보하기 위해 개인 후원회를 조직하거나, 영향력이 강한 정치인의 파벌에 들어가 그 정치인의 뜻에 따르면서 선거 때마다 파벌의 지원을 받는 방법을 택했다. 이렇게 형성된 파벌 정치는 서로가 유권자의 환심을 사기 위해 돈을 선거에 이용하는 금권 정치의 온상이 되기도 했다.
자민당은 보수, 우익 정당이지만, 55년 체제 하에서는 서방의 보수 정권과 비교해 사회, 경제 전반에 있어 정부의 개입이 심했고 경제 문제에 있어서는 오히려 사회민주주의와 가까운 위치에 있었다고 평가되기도 한다. 자민당 정권은 정부가 국가 경제 정책을 모두 관리하면서 여러 산업 분야 중 경쟁력이 부족한 분야의 기업들이 낙오되지 않도록 행정 절차상 인허가 권한 등을 이용해 이들을 적극 지원하는 정책을 폈다. 또한 농업 종사자에게 보조금을 교부하고, 정부와 지방자치단체가 합동으로 여러 공공사업을 실시했다. 이렇게 강력한 정부 개입으로 추진된 일련의 정책들이 "소득 격차 해소" 및 "리스크의 사회화"를 추구하는 것으로 비추어진다는 평가와 함께 "일본의 전후 자민당 체제는 그들의 이념과는 결함되게도 성공한 사회주의 체제였다"라는 비아냥마저 나오기도 했다.
자민당은 일본의 여러 유명 정치인을 배출했다. 1990년대 이후 정계계편을 통해 야당의 유력 정치인이 된 사람들도 그 뿌리를 따져보면 자민당 출신이 꽤 많다. 자민당 출신으로서 야권에 자리를 잡은 인사로는 호소카와 모리히로, 하타 쓰토무, 하토야마 유키오, 오카다 가쓰야, 오자와 이치로, 가메이 시즈카 등이 있다.

## 당명
1955년 11월 창당에 즈음하여 신당 창당 준비회가 "당명 위원회"를 따로 구성해 당명을 공모했다. 전국에서 총 2,191건의 공모가 있었는데, 많은 수를 얻은 순서대로 나열하면 "일본보수당"이 546건으로 1위, "민주자유당"과 "보수당"이 각각 187건으로 공동 2위, "일본국민당"이 159건으로 4위였다. 이렇게 "일본보수당"이 1위를 차지했지만 "이런 당명을 써서는 선거에서 불리하다"는 등의 부정적 의견이 제기되어 결국 채택되지 못했고, 이후 당내에서 논의한 결과 신당이 추구하는 핵심 이념인 자유민주주의를 가장 단적으로 드러낼 수 있다는 이유로 "자유민주당"이 당명으로 결정되었다.
창당 이후 언론 매체 등에서는 본 명칭인 "자유민주당"과 약칭인 "자민당"을 자유롭게 혼용해 왔으나, 1990년대에 간 나오토 및 하토야마 유키오가 민주당을, 오자와 이치로가 자유당을 창당하고 나서부터는 혼동을 막기 위해 자유민주당을 언급할 때는 본 명칭인 "자유민주당"은 잘 쓰이지 않고 약칭인 "자민당"이 더 자주 쓰인다. 같은 이유로 당의 기관지 이름도 "자유신보"에서 "자유민주"로 바꾸었다.
제45회 총선거 패배로 야당이 된 직후인 2009년 9월에 열린 자민당의 "집권 구상 회의"에서는 "자유민주당"이라는 당명에 여론의 거부 반응이 있다며 당명 변경론이 나왔다. 새 당명으로는 "화혼당(和魂党)", "자유신당(自由新党)" 등이 제안되었지만, "당의 체질 개선이 먼저인데 당명을 바꾸자는 건 본말전도인 것 같다"는 등 당 내부의 비판이 나오자 결국 무산되었다.

## 역사

### 창당 및 55년 체제 성립에 이르기까지
제2차 세계 대전 이후 1950년대 초반까지 일본의 정치 구도는 좌익과 우익 모두 분열된 상태에 있었다. 전후 일본의 우익 세력은 전쟁 전의 입헌정우회나 입헌민정당의 계보를 잇는 여러 정당으로 나뉘었고, 이들의 통합이 여러 차례 시도되었지만 실현되지 못하는 상황이었다. 그런데 1955년 10월 13일, 4년 간 온건 세력 및 급진 세력으로 갈라져 있던 좌익 세력이 일본사회당에 재통합되면서 이에 위기감을 느낀 재계 및 각계 인사들이 우익 세력의 통합을 요구하면서, 일본 제국주의에 대한 시각차 및 일본국 헌법의 정당성 및 개헌 문제, 미국 등 서방 세력에 대한 시각차 등으로 갈등을 빚고 있던 우익 세력들이 통합되는 계기가 마련, "보수합동"이 이루어지며 자유민주당이 창당되었다.
창당 초기에는 요시다 시게루를 지지하는 요시다파 및 이에 반대하는 반(反)요시다파와 함께 당인파, 관료 세력, 전전파(戰前派), 전후파(戰後派) 등 내부 세력이 복잡하게 얽혀 있어, 보수합동을 주도했던 미키 부키치를 비롯해 당내에서 "10년만이라도 통합 체제를 유지할 수 있다면 다행인 것이다"라는 인식이 퍼지기도 했다.
창당 후 첫 총선거인 1958년 제28회 중의원 의원 총선거에서 자민당은 무소속 입당자를 포함해 총 298석을 확보했다. 일본사회당 역시 167석을 획득하여, 자민·사회 양당이 전체 의석의 99%를 차지하는 양당 체제가 성립되었다(55년 체제).
또한 자민당이 창당 직전인 1954년부터 1964년까지 미국 백악관 및 국무부의 반공 정책의 일환으로 중앙정보국(CIA)의 지원을 받았던 사실이 훗날 밝혀지기도 했다. CIA는 일본에서 사회당 정권이 탄생하는 것을 막기 위해 자민당에 금전을 지원하고 나아가 선거 승리를 위한 조언까지 해주는 등 일본 내 우익 세력에 대한 조직적인 지원을 펼쳤다. 훗날 이러한 내용이 담긴 보고서가 공개되자 미국 정부는 이 사실을 인정했지만, 정작 당사자인 자민당은 부정했다.

### 고도 경제 성장과 당 안정기
기시 노부스케 내각 기간인 1959년부터 1960년까지 미일상호방위조약 체결을 둘러싼 "안보투쟁"의 일환으로 전국에서 대규모 시민·학생 운동이 벌어지고, 여야 갈등이 심화되는 등 정국 불안이 이어졌지만, 1960년 제29회 중의원 의원 총선거에서 일본사회당과 민사당의 분열을 틈타 의석을 오히려 늘렸다. 시민 주도의 대규모 시위에 놀란 자민당 정권은 국가 운영의 우선 순위를 경제 발전에 초점을 맞추어, 정부 주도의 장기 경제 발전 계획인 "국민 소득 배증 계획"을 실시하고, 여기에 한국 전쟁 기간 동안의 특수 효과까지 겹치면서 급속도로 경제를 재건한 일본은 1955년부터 1973년까지 무려 18년간 연평균 10% 이상의 경제 성장을 이룩하는 고도경제성장의 시기에 접어들게 된다. 이렇게 일본에서 고도경제성장이 일어남에 따라 여러 사회 문제에 대한 대중의 관심도 감소하면서 사실상 안보투쟁 이후 일본의 사회운동은 퇴조의 길에 접어들게 되었다. 이후 자민당은 "대화의 정치"를 내세우며 일본사회당 등 야당과의 협력을 도모하여 정국 또한 안정되어 가기 시작했다.
1963년 10월, 자민당 조직조사회장이었던 미키 다케오가 당의 현대화에 관한 자문 보고서를 정리해 발표했다. 이 보고서에는 당시 자민당을 지배하고 있던 파벌의 폐해에 대한 내용이 담겼고, 더 이상의 당내 갈등을 막기 위해 파벌을 없애야 할 필요성과 함께 각 파벌 수뇌부에 몰리는 정치 자금을 모두 당 집행부가 관리하는 것으로 일원화해야 한다는 의견도 담겼다. 그러나 총재였던 이케다 하야토는 "미키 보고서 따위는 신경 쓸 필요 없다. 저런 건 아무 의미도 없다"고 비공식 회견에서 말하는 등 각 파벌에게는 받아들이기 힘든 내용이었다. 이후 보고서 내용에 따라 형식적으로나마 모든 파벌이 해산됐지만, 이미 나뉜 당내 세력의 갈등을 막기에는 역부족이었다.
1964년, 이케다 하야토는 질병을 이유로 총리대신 및 자민당 총재직에서 사퇴할 뜻을 표명하고, 자신의 후계자로 사토 에이사쿠를 지명했다. 같은 해 오노 반보쿠가 사망했고, 다음 해인 1965년 7월에는 고노 이치로가 사망하고 뒤이어 8월에는 이케다 하야토가 사망하면서 사토 에이사쿠를 위협하는 당내 라이벌이 사실상 사라진 상태가 되었다. 1966년에는 "검은 안개 사건"으로 불리는 정치 스캔들이 발생하여 여러 거물급 정치인들이 낙마하는 일이 속출했고, 이에 자민당은 당내외의 비판에 시달리며 여론이 악화, 1967년에 실시된 제31회 중의원 의원 총선거에서 고전이 예상됐지만, 무소속 당선자를 영입하여 안정 다수 의석을 확보하는 데 성공했다. 사토 에이사쿠는 자신에 우호적인 인사를 전면에 포진시켜 당을 완벽하게 장악한 뒤, 당 총재 4선을 하며 한일 국교 정상화를 이끌어내고, 공해 대책 및 오키나와 반환을 실현하며 7년 8개월간 장기 집권하였다.
이렇게 자민당은 창당 때부터 1960년대까지 선거를 치를 때마다 입후보자가 감소하고 득표율도 조금씩 감소해 갔으나, 전체적으로 보면 안정기였다. 한편 자민당은 타지역으로부터의 유입 인구가 많은 대도시나 베드타운 지역에서는 비교적 열세를 보였으며, 이들 지역에서는 일본사회당이나 일본공산당 등 진보 성향 정당이 강세를 보였다. 그러나 이후 사회당이 분열되어 민주사회당이 창당되고, 공명당 등 중도 성향 정당이 약진하며 진보 성향 정당이 도시 지역의 기반을 상당 부분 잃은데 비해, 자민당은 지지 기반을 비교적 안정적으로 유지했다.

### 보수·진보 세력의 대립과 당내 갈등
사토 에이사쿠의 장기 집권이 막을 내리며 열린 1972년 자민당 총재 선거에서는 당의 중진들로 이른바 "삼각 찹쌀떡"이라 불린 미키 다케오, 다나카 가쿠에이, 오히라 마사요시, 후쿠다 다케오 등 4명이 출마하였고, 선거 결과 "일본 열도 개조론"과 중일 국교 정상화를 내세운 다나카 가쿠에이가 총재에 당선되었다. 이렇게 성립된 다나카 내각은 1972년 9월에 중일공동성명을 발표했다. 중일 수교가 결정되자 자민당 내에서는 이에 반대하는 강경파들이 정책 기구를 만들고 중일 수교 반대 운동을 전개했다.
다나카 내각은 "일본 열도 개조론"의 일환으로 전국 각지를 연결하는 고속도로 건설과 신칸센의 정비 등 사회 간접 자본(SOC) 사업비를 증액한 1973년도 예산을 편성했다. 그러나 직후 제1차 오일 쇼크가 발생하였고, "광란 물가"로 불릴 만큼 비정상적인 인플레이션이 일어나 일본 경제는 큰 혼란에 빠졌다. 다나카는 본인의 경쟁자이면서 균형 재정을 지향했던 후쿠다 다케오를 대장대신(현재의 재무대신)에 임명하며 총력 대응을 주문했다. 후쿠다는 정부 예산의 감축, 금융 긴축 정책을 본격적으로 추진하기 시작했으며, 이와 함께 다나카 내각은 소비 환기 정책에서 소비 억제 정책으로 기조를 전환해 나갔다. 1974년 일본은 전후 처음으로 경제 성장률이 마이너스를 기록했다. 익년인 1975년 다시 플러스 성장으로 돌아오긴 했지만 이 시기를 기점으로 일본은 고도경제성장 시대를 마감하고 경제 성장률이 안정을 이루기 시작했다.
1974년 7월 제10회 참의원 의원 통상선거에서는 과반수 의석을 유지했지만, 여야 의석수 차이가 크게 나지 않는 상황이 되었다. 같은 해 12월에는 다나카 가쿠에이의 자금 문제가 불거져 다나카가 총리 및 당 총재직에서 사퇴하는 상황이 벌어졌다. 다나카의 후임이 될 자민당 총재는 선거를 통해 선출하지 않았고, 대신 부총재였던 시나 에쓰사부로의 지명에 따라 양원 의원총회에서 승인을 받은 미키 다케오가 신임 총재로 취임했다. 미키는 당의 현대화와 정치 불신 해소, 경기 침체의 극복을 내걸었다.
1976년 2월에는 록히드 사건이 발생하였다. 그 결과 같은 해 6월 자민당 소속인 고노 요헤이와 야마구치 도시오 등 6명의 국회의원이 당의 부패를 이유로 탈당하여 "부패와의 결별"을 모토로 신자유클럽을 결성했다. 같은 해 7월, 도쿄 지방 검찰청 특수부가 다나카 가쿠에이를 구속하였고, 이에 다나카는 자민당을 탈당했다. 이렇게 사태가 전직 총리대신이 구속되는 상황까지 이르자 국내외의 큰 충격을 불러일으켰다. 같은 해 8월, 다나카는 뇌물죄와 외환법 위반 혐의로 기소되었다. 미키 다케오 총리 및 이나바 오사무 법무대신은 록히드 사건의 진상규명에 적극적인 자세를 보였고, 이에 당내에서 일부 세력의 반발이 이어지고 미키의 퇴진을 요구하는 목소리가 강해졌다. 이러한 당내 움직임에 대해 미키는 대응 차원에서 록히드 사건 검찰 수사에 반발하던 각료를 파면하고, 중의원을 해산할 방침까지 내세웠지만 임기 만료를 앞두고 있었던 만큼 해산은 이뤄지지 않았다. 이후 같은 해 12월에 실시된 제34회 중의원 의원 총선거에서 자민당은 창당 이후 처음으로 과반수에 못 미치는 의석을 획득하게 되었다(이후 무소속 의원의 입당으로 과반수를 간신히 확보). 미키는 선거 결과에 책임을 지고 총리직을 사임했다. 이후 국회에서는 여야의 대립 구도가 지속되며 정국이 불안정해졌다.
1976년 12월, 후쿠다 다케오가 자민당 집행부의 추천과 양원 의원총회의 승인을 얻어 새 총재에 취임했다. 당초 후쿠다는 2년간만 재임한 뒤 오히라 마사요시에게 총재직을 넘긴다는 다이후쿠 밀약을 맺은 것으로 알려졌다. 후쿠다 내각은 출범 당시 지지율이 낮았음에도 불구하고 경제와 외교에서 성과를 거두었고, 여야 대립 구도가 지속되고 있던 상황에서 지도부가 일부 야당에 대해 부분 협력을 호소하는 등 대야 관계에 적극적이었던 만큼 여야 갈등도 진정되기 시작했다. 또한 자민당은 1977년, 총재 선거에 당원들도 참여할 수 있도록 당칙을 개정하기로 결정했으며, 당에 우호적인 인사들이 참여하는 "자유국민회의"도 결성했다. 더욱이 자민당 내부의 통합을 막고 있던 파벌 갈등의 해소가 화두로 떠오르면서 각 파벌은 또다시 형식적으로나마 해산되었다. 1978년 자민당 총재 선거에서는 후쿠다 다케오가 오히라 마사요시와의 다이후쿠 밀약을 무시하고 총재 재선을 위해 입후보했으나, 당내 유력 파벌의 지원을 등에 업은 오히라가 차기 총재에 당선되었다.
오히라는 1979년 10월 제35회 중의원 의원 총선거에서 소비세의 도입을 공약으로 내세웠지만, 자민당은 직전 총선거에 이어 과반수를 획득하지 못했다. 이에 당내에서 오히라에 대한 책임론이 제기되었으나 오히라는 사퇴 요구를 일축했으며, 이후 자민당은 차기 총리대신 지명을 둘러싸고 극심한 당내 갈등에 빠졌다. 선거 결과에 따라 열린 임시 국회에서의 총리대신 지명 선거에서는 근소한 차이로 오히라가 승리했다. 같은 해 11월, 제2차 오히라 내각의 출범으로 당내 갈등은 봉합되었지만, 이 기간의 혼란은 이후 "40일 항쟁"으로 불리며 지금까지도 자민당 역사상 최악의 당내 갈등 사례로 꼽히고 있다.
1980년 5월 16일, 일본사회당이 중의원에 오히라 내각에 대한 불신임 결의안을 제출했다. 자민당 내에서 비주류에 속했던 미키파와 후쿠다파 등의 국회의원 69명은 불신임 투표에 불참했으며, 결국 불신임 결의안이 통과되었다. 오히라 내각은 불신임 결의안이 가결되자 곧바로 중의원의 해산을 선언했다. 이후 조기 총선 일정이 확정된 5월 30일, 오히라는 심근 경색 발작 증상을 일으키며 입원했으며, 선거 운동 기간인 6월 12일에 급사했다. 오히라는 사망했지만 자민당은 6월 22일에 실시된 제36회 중의원 의원 총선거 및 제12회 참의원 의원 통상선거에서 모두 과반 의석을 확보하였다. 오히라의 후임으로는 오히라에 우호적이었던 스즈키 젠코가 취임했다. 스즈키는 "화해의 정치"를 내걸며 당내 화합에 주력하고 행정·재정 개혁에도 앞장섰다.

### 이중 권력 구조와 보수 우위
1980년대에 들어서자 일본사회당, 일본공산당 등 진보 정당 소속의 지방자치단체장이 감소하기 시작했고, 과거 진보 정당이 강세를 보였던 대도시 지역에서도 자민당이 우위를 회복하는 현상이 일어났다.
1982년 11월 실시된 총재 선거에 현직인 스즈키 젠코는 입후보하지 않았고, 나카소네 야스히로, 고모토 도시오, 아베 신타로, 나카가와 이치로 등 4명이 입후보했다. 결과는 나카소네의 당선이었다. 그러나 나카소네는 당내 기반이 약했기 때문에 당내 최대 파벌인 다나카파의 힘을 빌려 총재가 된 것이나 다름이 없었고, 결국 내각 및 당직 인선에서도 다나카파가 주요 보직을 차지하고 우대를 받았기 때문에 제1차 나카소네 내각 기간에는 다나카 가쿠에이의 영향력이 강했고, 이 때문에 언론과 야당으로부터 "다나카소네 내각" 등의 별명으로 불리기도 했다.
나카소네는 정권의 슬로건으로 "전후 정치의 총결산"을 내걸었다. 구체적으로는 행정 개혁, 공기업의 민영화, 산업 규제 완화, 민간 분야 활용 확대 등의 신자유주의적 정책을 추진했다. 또한 교육 개혁, 국방 정책의 재검토, 정치인의 야스쿠니 신사 참배 문제 등의 면에서 보수적인 입장을 보였다. 외교 면에서는 1983년 1월 방미 때 로널드 레이건 대통령과의 정상회담에서 "미일 양국은 태평양을 끼고 있는 운명 공동체"라고 발언하는 등 미일 관계 강화를 강조하고, 냉전 체제에서 서방 국가에 우호적인 나라로서의 입장을 분명히 드러냈다.
1983년 10월 12일, 도쿄 지방 재판소(법원)은 록히드 사건에 관한 다나카 가쿠에이의 재판에서 다나카에게 유죄 판결을 내렸다. 야당은 다나카에게 의원직 사퇴를 요구했지만 다나카는 이를 거부했고, 국회에서 여야간 충돌이 벌어졌다. 야당은 "국민의 심판을 받자"며 중의원 해산을 요구했다. 결국 중참 양원 의장의 권유로 나카소네 야스히로 총리는 중의원을 해산했다(다나카 판결 해산). 이렇게 실시된 제37회 중의원 의원 총선거에서 과반 의석을 획득하지 못했으나 무소속 당선자의 영입으로 과반수를 확보했다. 나카소네는 "이제부터 다나카 씨의 정치적 영향을 일절 배제하겠다. 정치 윤리를 고양하고, 당 체질의 근본적 쇄신에 힘쓰며, 청결한 당 문화를 확립하겠다"는 성명을 발표했다. 12월 27일에 자민당은 분당되었던 신자유클럽과 제2차 나카소네 내각에서 연립 정권을 이루어 국회 안정 다수 의석을 확보했다.
1986년 6월, 나카소네 총리의 주도 아래 중의원을 해산하여 참의원 선거와 동시에 실시했다. 자민당은 중의원 304석, 참의원 74석(개선 의석)을 획득하는 대승을 거두었다. 선거 후에는 선거 승리에 대한 특례로 나카소네의 당 총재 임기 1년 연장이 이루어졌다. 같은 해 8월에는 신자유클럽이 해산되어 대부분의 당원이 자민당에 재합류했다.
나카소네 내각은 일본전신전화공사 및 일본전매공사의 민영화와 국철분할민영화를 성사시키고, 1987년도 예산에서 방위 예산 1% 한도를 철폐하는 등의 정책을 실현하며 4년 11개월간의 집권을 마쳤다.
나카소네의 후임을 선출하는 1987년 10월의 당 총재 선거에서는 "뉴 리더"로 불렸던 아베 신타로, 다케시타 노보루, 미야자와 기이치 등 이른바 "안치쿠미야" 3인방이 모두 입후보했다. 과거처럼 상대 후보와 대립각을 세우는 것을 좋아하지 않았던 이들 3명은 토론을 벌인 결과 후보 단일화 문제를 나카소네에 맡겼다. 결과적으로 다케시타를 후보로 한다는 나카소네의 결정이 내려졌다. 그러나 이 과정에서 폭력 사태가 발생하는 등 불상사도 일어났다.
1988년 7월 임시 국회에서 다케시타 내각은 소비세 법안을 포함한 세제 개혁에 관련된 6개 법안을 제출했다. 비슷한 시기에 리크루트 홀딩스 관계 회사인 리크루트 코스모스사의 비상장 주식이 정관계 및 재계의 유력 인사와 그들의 비서, 가족들에게 뇌물로 제공되어 왔다는 사실이 밝혀진 리크루트 사건이 터졌다. 야당은 세제 개혁 관련 법안의 심의보다 리크루트 스캔들의 해명이 우선되어야 한다면서 법안 심의를 일체 거부하고, 사건 관련자를 국회에 증인으로 출석시킬 것을 요구하며 국회는 공전 상태에 빠지게 되었다. 이외에도 야당은 법안 표결을 위한 본회의 때 회의를 지연시키는 등의 방법으로 저항하였고, 12월 9일에는 부총리 겸 대장대신(현재의 재무대신)이던 미야자와 기이치가 채용 비리 문제로 사임했다. 그러나 세제 개혁 관련 6개 법안은 12월 24일 국회를 통과했다.
1989년 1월 7일에는 쇼와 천황이 사망함에 따라 그의 아들인 황태자 아키히토 친왕이 천황에 즉위하였다. 당시 내각관방장관이었던 오부치 게이조가 새 연호 "헤이세이"를 발표하였다.
같은 해 4월 1일에는 소비세가 도입되었다. 다케시타 노보루는 소비세 도입 직후 총리직 사퇴 의사를 표명했다. 5월 22일 도쿄 지검 특수부는 나카소네파 소속인 후지나미 다카오를 리쿠르트 사건에 관여한 혐의로 뇌물죄를 적용해 불구속 기소하였고, 후지나미는 자민당을 탈당하였다. 5월 25일 중의원 예산위원회에는 나카소네 야스히로가 증인으로 출석해 리쿠르트 사건과 관련해 심문을 받았으며, 심문 직후 나카소네 역시 자민당을 탈당했다. 다케시타의 후임으로는 여러 사람이 거론되었으나, 최종적으로 리쿠르트 사건에 연루되지 않았고 외무대신을 지내고 있던 우노 소스케가 추천되었다. 6월 2일 우노는 자민당 양원 의원총회에서 기립 투표를 거쳐 총재에 선출되었고, 다음 날인 6월 3일에 다케시타 내각은 총사직했다.
그런데 우노가 총리에 취임하자마자 여성 스캔들이 발각되었다. 우노는 이를 명확하게 부인하지는 않았다. 이후 7월에 열린 제15회 참의원 의원 통상선거에서는 이 스캔들을 비롯해 리쿠르트 사건, 소비세 도입 문제, 농산물 수입 자유화 문제 등 "3종 세트"가 쟁점으로 떠오르면서 자민당이 역풍을 맞아 겨우 36명의 당선자를 내는 데 그쳤다. 한편, 도이 다카코 위원장이 이끄는 일본사회당은 여성 후보자들이 돌풍을 일으키며 46석을 얻어 약진했다. 자민당은 참의원 제1당을 유지하긴 했으나 여야의 의석 구도가 역전되었다. 우노는 선거 직후 총리 및 당 총재직을 사임했다.
약 2개월만에 다시 열린 자민당 총재 선거에는 가이후 도시키, 하야시 요시로, 이시하라 신타로 등 3명이 출마했다. 여기서 다케시타파, 옛 나카소네파의 지지를 바탕으로 가이후 도시키가 과반수 득표로 총재에 당선되었다. 가이후 내각은 가이후가 당내 기반이 약했기 때문에 당내 최대 파벌이었던 다케시타파 회장인 가네마루 신과 역시 같은 다케시타파 소속이자 자민당 간사장이던 오자와 이치로가 사실상 배후에서 조종하는 구조였으며, 이를 "이중 권력"이라 지칭한다.
1991년 9월, 가이후 내각은 당대에 주요 정치 이슈가 되고 있던 "정치 개혁" 문제를 이른 시일 내에 매듭지을 수 있도록 임시 국회 기간에 중의원 의원 총선거에 적용되고 있던 중선거구제를 폐지하고 소선거구제를 도입하는 것을 골자로 하는 정치 개혁 법안을 제출했다. 그러나 9월 30일에 돌연 중의원 정치개혁특별위원회 이사회에서 이 법안의 폐기가 결정됐다. 법안 폐기가 결정되자 가이후는 "중대한 결의로 임한다"며 중의원을 해산할 방침을 보였지만, 당내 반발과 가이후를 지지하던 다케시타파의 해산 반대 기류도 있어 실제로 해산을 하지는 않았다. 이후 가이후의 정치적 입지가 좁아지자 같은 해 10월에 열리는 당 총재 선거에 불출마하고 퇴진했다.

### 55년 체제의 붕괴와 연립 정권 시대의 도래
1991년 10월 27일에 열린 총재 선거에서 미야자와 기이치가 승리하여 72세에 총리직에 취임했다. 그런데 1992년 가네마루 신의 불법 정치자금 수령 문제로 국민들의 자민당에 대한 불신이 커지면서 자민당 장기 집권에 따른 금권 정치의 폐해가 자주 거론되었다. 또 가네마루가 실각함에 따라 다케시타파 후계자 싸움에서 패한 오자와 이치로와 하타 쓰토무는 다케시타파가 이름을 바꾼 오부치파와 정치적으로 갈라져 하네다파를 결성했다.
가이후 내각 시절 폐안되었던 정치 개혁 법안을 다시 추진한 미야자와 내각은 법안 성립을 목표로 했으나 결국 이전과 마찬가지로 폐안되고 말았다. 이후 이에 반발한 미쓰즈카파 회장이었던 다케무라 마사요시와 하네다파 등 일부 세력이 대거 자민당을 탈당했다. 미야자와 내각에 대한 불신임 결의안이 가결되며 이루어진 중의원 해산으로 치러진 제40회 중의원 의원 총선거에서 자민당은 해산 당시의 의석을 획득하며 중의원 제1당을 유지했지만 과반수에 이르지 못했고, 대신 자민당을 탈당한 의원들이 만든 신당이 돌풍을 일으켰다. 한편 자민당과 함께 전후 일본 정치를 좌우해 온 55년 체제의 한 축이었던 일본사회당 역시 참패했다. 그 결과, 일본신당의 호소카와 모리히로를 총리로 하는 비자민·비공산 연립정권이 최초로 성립되어 창당 이래 줄곧 집권 여당의 지위를 유지해왔던 자민당을 야당으로 전락시켰다. 미야자와 기이치는 선거 결과에 책임을 지고 총리직을 사임했으며, 같은 해 7월 30일에 열린 자민당 총재 선거에서는 와타나베 미치오를 꺾고 고노 요헤이가 당선되었다. 한편 자민당이 야당으로 전락하자 자민당 내부에서 연립 여당으로 이적하는 의원도 생겨났다. 선거 결과에 따라 출범한 호소카와 내각은 중의원 의원 총선거에서 소선거구제와 비례대표제 병립제를 도입하는 것을 골자로 한 정치 개혁 법안의 성립을 목표로 하였고, 법안 심의 과정에서 소선거구제를 채택하되 석패율제를 도입하자는 자민당의 요구를 받아들여 결국 1994년 1월 29일에 공직선거법 개정안의 수정안이 국회를 통과했다. 바뀐 선거 제도는 1996년 제41회 중의원 의원 총선거부터 적용되었다.
연립 정권은 호소카와 내각을 지나 신생당의 하타 쓰토무가 총리직을 이어받으면서 계속되었지만, 모두 오래가지 못했고 오히려 정책을 둘러싼 의견차로 연립 정권 내의 불협화음이 심화되고 있었다. 자민당은 55년 체제 하에서 대립 구도에 있었던 일본사회당과 함께 새로운 연립 정권을 구성하기로 하였고, 사회당의 무라야마 도미이치 위원장을 총리로 하고 여기에 신당 사키가케가 참여하는 형태로 자민당·사회당·신당 사키가케의 3당 연정이 출범하였다. 이로써 자민당은 약 1년만에 연립 여당으로서 정권에 복귀했다.
1996년 1월 11일에는 자민당의 하시모토 류타로를 총리로 하여 다시 한번 자민당·사회당·신당 사키가케의 3당 연립 내각이 출범하였다. 동년의 제41회 중의원 의원 총선거에서는 과반에는 이르지 않았지만 239석으로 의석을 크게 회복했다. 같은 해 간 나오토, 하토야마 유키오 등의 개혁파 인사들이 창당한 민주당이 사회 개혁을 내세우며 자민당과 대립각을 세우자, 이에 위기감을 느낀 하시모토 내각이 당내 일부의 반발에도 불구하고 행정 개혁을 추진했다.
1993~1994년의 비자민·비공산 연립정권을 담당했던 인사들의 대부분은 신진당에 포진해 있었지만, 자민당의 적극적인 러브콜에 의해 신진당에서 자민당으로 이적하는 의원이 생기기 시작했다. 그 결과 자민당은 1997년에 총선거를 거치지 않고 중의원 과반수 의석을 회복했다. 소속 의원들의 이탈로 당세가 크게 위축된 신진당은 결국 해산되었고, 과반을 회복했기 때문에 성향이 다른 정당과의 연립 정권을 더 이상 유지할 필요가 없었던 자민당은 1998년에 일본사회당에서 개편된 사회민주당 및 신당 사키가케와의 연립 정권을 종료하고 자민당 단독 정권을 구성했다.
하시모토 정권의 경제 정책 실패로 자민당은 1998년 제18회 참의원 의원 통상선거에서 과반 확보에 실패하는 참패를 기록하며 하시모토 내각이 총사직했다. 후임은 오부치 게이조가 되어 오부치 내각이 출범했다. 자민당은 정권의 안정을 위해 1999년 1월 오자와 이치로가 이끄는 자유당과 연립 정권을 구성, "자자 연립 정권"이 출범했다. 같은 해 10월에는 공명당이 연정에 합류하여 "자자공 연립 정권"으로 바뀌었다. 2000년에는 자유당이 연정에서 이탈하고 대신 자유당에서 갈라져 나온 보수당이 연정에 들어와 "자공보 연립 정권"으로 또다시 바뀌었다. 이 시기부터 자민당과 공명당의 본격적인 공조 관계가 시작되었다.
이후 오부치가 질병으로 총리직을 수행할 수 없게 되자, 모리 요시로를 새 총리로 하는 모리 내각이 출범했다. 그러나 모리의 계속되는 실언에 자민당의 정치 공작 의혹까지 더해지며 내각 지지율은 침체 상태에 빠졌고, 이에 당내 일부 세력이 모리 내각의 퇴진을 요구하자 코너에 몰린 모리 내각은 총사직을 선언하게 되었다. 이후 야마사키 다쿠, 가토 고이치, 고이즈미 준이치로의 이른바 "YKK"가 고이즈미 내각을 수립했다.

### 구조 개혁과 참의원의 여소야대
1991년, 일본의 버블 경기가 종말을 맞았다. 이 시기 냉전이 종결되고 세계화가 급속히 진전됨에 따라 기존의 정부 주도형 경제 운영 방식이 통하지 않게 되었지만, 일본 정부는 이러한 국제 질서의 변화를 감지하지 못해 경제 정책 전환에 실패하였다. 정부는 경기 부양 효과가 크지 않다고 여겨지던 사회 간접 자본(SOC) 사업을 비롯해 비효율적인 여러 국책 사업을 밀어붙이며 천문학적인 예산을 투입했는데, 결과적으로 대부분의 사업에서 손실이 발생하면서 중앙정부 및 지방자치단체 모두 막대한 재정 적자를 떠안게 되었다. 이와 함께 당시 일본은 부동산 투기 광풍으로 부동산 가격이 실제 가치보다 매우 부풀려진 상태에 있었는데, 이 상황에서 야마이치 증권, 산요 증권, 홋카이도 척식 은행, 일본장기신용은행, 일본채권신용은행 등 주요 금융 기관들이 경영 실패로 파산에 이름과 동시에 1985년 플라자 합의 이후 엔화 가치가 상승하면서 일본의 수출 경쟁력 또한 약화되어 해외 투자가 감소하여 주식 및 부동산 가격이 폭락하는 상황에 이르렀다. 이렇게 일본의 경제가 "잃어버린 10년"으로 불리는 장기 불황에 빠지면서 기존에 정부가 "일정 수준의 경제 성장이 유지되는 상황"을 전제로 하여 추진해 온 경제 정책이 전환을 요구받기 시작했다. 그런 상황에서 2001년 고이즈미 내각이 출범하면서 재정 적자의 원인이 된 비효율적인 국책 사업을 중단시켜 정부 예산의 낭비를 억제하고, 강력한 중앙정부의 권한을 민간 기업이나 지방자치단체에 이양하는 구조 개혁을 추진했으며, 기존에 정부 주도로 각 지방에 이익을 분배하는 과정을 통해 지지 기반을 확보했던 자민당의 관습을 폐지하고 작은 정부를 지향하는 노선으로 전환했다.
기존의 정치인들과는 달리 사자 모양의 헤어 스타일을 가지는 등 차별화를 꾀한 고이즈미 준이치로는 "고이즈미 돌풍"으로 불릴 만큼 선풍적인 인기를 끌었다. 고이즈미 내각 출범 직후인 2001년 4월에 실시된 요미우리 신문의 여론조사에서 내각 지지율은 역대 내각 지지율 중 최고 수치인 87.1%를 기록했으며, 동기간에 실시된 여론조사 중 가장 낮은 수치인 아사히 신문 조사에서도 78%를 기록했다. 고이즈미 내각은 내각관방 산하 내각공보실이 발행하는 인터넷 잡지인 "고이즈미 내각 메일 매거진"을 발행하였는데, 구독자가 200만 명을 돌파하는 등 큰 화제가 되었다. 이러한 고이즈미의 인기에 힘입어 자민당은 같은 해 7월의 제19회 참의원 의원 통상선거에서 압승을 거두었다.
고이즈미는 2002년 9월, 전격적으로 조선민주주의인민공화국을 방문하여 김정일 국방위원장과 사상 최초의 북일 정상회담을 가졌다.
2003년 10월, 제43회 중의원 의원 총선거를 앞두고 고이즈미는 비례대표 의원에 73세 정년제를 적용할 방침을 발표했다. 이에 83세의 미야자와 기이치는 정계 은퇴를 선언한 반면 85세의 나카소네 야스히로가 완강히 저항하며 용퇴를 거부한 것이 화제가 되기도 했다. 그러나 당 집행부의 강한 의지로 결국 나카소네는 용퇴를 받아들였다. 그렇게 실시된 선거에서 자민당과 공명당, 신보수당의 연립 여당은 절대 안정 다수를 유지했지만, 자민당은 10석이 줄어들었고 여권 전체로는 12석이 줄어들었다. 이후 같은 해 11월에 자민당이 신보수당을 흡수 합당하고부터는 자민당과 공명당의 양당 연립 정권으로 개편되었다(자공 연립 정권).
2004년 7월, 제20회 참의원 의원 통상선거를 앞두고는 연금 제도 개혁이 선거 쟁점으로 떠올랐다. 고이즈미 내각은 선거 직전인 6월에 연금 개혁 법안을 통과시켰지만, 선거 결과 자민당은 49석을 얻는 데 그쳐 50석을 얻은 민주당에 1석 뒤졌다.
2005년 8월에 열린 통상 국회에서는 고이즈미 내각의 핵심 공약이었던 우정 민영화 법안이 중의원에서는 가결된 반면에 참의원에서 부결되었고, 법안 표결 직전 "우정 민영화 법안이 통과되지 못한다면 중의원을 해산하겠다"는 고이즈미의 예고에 따라 중의원이 해산되었다. 이렇게 열린 제44회 중의원 의원 총선거에서 고이즈미는 다른 모든 이슈를 "우정 민영화" 단 하나만으로 덮어버리는 선거 전술을 사용하여 자민당 정권에 반대하는 여론을 최소화시켰다. 결국 자민당은 296석을 획득하고 연립 여당인 공명당과 의석을 합해 전체 의석의 3분의 2가 넘는 327석을 확보하는 역사적 승리를 거두었다. 이 과정에서 우정 민영화에 반대했던 당내 일부 의원들이 제명당하여 무소속으로 출마했으나 대부분이 낙선하는 타격을 입으면서, 자민당을 비롯한 보수 세력 내에서 정권에 반대하는 기류는 사실상 사라진 상태가 되었다.
고이즈미 정권 후반기인 2005년부터는 "포스트 고이즈미"로 불리며 고이즈미를 이을 차기 주자들이 등장하기 시작했다. 특히 아소 다로, 다니가키 사다카즈, 후쿠다 야스오, 아베 신조는 "포스트 고이즈미"의 대표 4인방으로 꼽혔다.
2006년 9월 20일 열린 자민당 총재 선거에서는 선거 전부터 유력한 총리 후보로 거론되어 왔고 고이즈미 내각에서 내각관방장관을 역임한 아베 신조가 차기 총재에 당선되었다. 이후 9월 21일 고이즈미의 자민당 총재 임기가 만료되었고, 9월 26일 고이즈미 내각이 총사직하며 아베 내각이 출범하였다.
그러나 아베 내각은 사회보험청의 연금 가입자 기록 문제가 드러나 국민적 공분을 샀으며, 연이어 각료들의 스캔들이 터지는 등 위기에 직면하여 2007년 7월 제21회 참의원 의원 통상선거에서 자민당은 37석을 얻는 데 그쳐 60석을 얻은 민주당에 참패하고 말았다. 결국 자민당은 창당 이후 처음으로 참의원 제2당으로 전락했다. 이렇게 해서 중의원과 참의원의 다수파가 서로 다른 상황이 나타나게 되었다(네지레 국회). 이로 인해 안건을 통과시키려는 여당과 어떻게든 참의원에서 안을 부결시키려는 야당의 대립이 격화되어 국정 운영의 효율성이 저하되기 시작했다. 자연스럽게 자민당 정권의 레임덕도 가속화되었으며, 총리도 1년마다 아베 신조, 후쿠다 야스오, 아소 다로로 바뀌는 등 총리의 지도력도 약화되었다.

### 2번째 야당 시절과 여당 재복귀
2009년 7월 12일, 도쿄도의회 선거가 실시되었다. 중의원의 4년 임기 만료에 따른 총선거가 늦어도 2009년 10월까지는 실시되어야 했기에 이 선거는 "총선거의 전초전"으로 불렸다. 선거 결과 자민당은 총 127석의 도쿄도의회 의석 중 38석을 얻는 데 그쳐 참패하였고, 야당인 민주당은 54석을 얻어 의회 제1당을 차지했다. 총선거만큼 자민당이 공을 들였던 도쿄도의회 선거에서 패배하는 결과가 나오자, 도쿄도지사였던 이시하라 신타로는 기자회견을 열고 "중의원 선거를 앞두고 스모(패배)를 당했다. 대단히 귀찮은 결과"라고 말하며 아소 다로 등 당 지도부에 대한 강한 불만을 드러냈다. 선거 후 자민당 내에서는 당 총재이자 내각총리대신인 아소 다로의 퇴진을 요구하는 목소리가 높아졌고, 이에 아소 다로는 자신에 대한 퇴진 요구를 잠재우기 위해 선거 다음 날인 7월 13일 오후에 기자회견을 통해 "7월 21일에 중의원을 해산해 8월 30일에 총선거를 실시한다"며 중의원 해산을 선언하였고, 일각에서 제기된 당 총재직 사퇴 요구는 일축하였다. 아울러 민주당 등 야권은 선거 결과를 기회로 삼아 중의원에는 내각 불신임 결의안을, 참의원에는 총리 문책 결의안을 제출하였으며, 이후 불신임 결의는 중의원(자민당이 제1당)에서 부결, 총리 문책 결의안은 참의원(민주당이 제1당)에서 가결되었다. 이후에도 자민당 내에서는 불협화음이 계속되었고 일부 중진들도 "아소 총재 체제로 총선거를 치르면 틀림없이 패배할 것"이라며 지도부를 공격하기도 했다.
아소의 예고대로 2009년 7월 21일 중의원이 해산되었고, 8월 30일에 실시된 제45회 중의원 의원 총선거에서 자민당은 119석을 얻는 데 그쳐 308석을 얻은 민주당에 대참패를 기록했다. 전직 총리와 유력 파벌의 수장을 비롯한 거물급 인사들이 줄줄이 민주당의 신인 후보에 패하였고, 창당 이후 처음으로 중의원 제2당이 되어 야당으로 전락했다. 직전인 1993~1994년의 야당 기간에는 그래도 중의원 제1당의 지위는 유지했지만, 이번에는 완벽한 패배였다. 자민당이 선거 패배의 충격으로 급격하게 흔들리기 시작하자 각료 경험자를 비롯한 현직 국회의원의 탈당자가 속출했으며, 2010년 6월까지 약 7개월 동안 탈당자가 15명에 달했다. 아소 다로 총재는 선거 다음 날 아침, 참패에 책임을 지고 사임을 발표했다. 이후 9월 16일 하토야마 유키오 내각이 출범하면서 아소 내각이 총사직하였고, 아소에 사임에 따라 9월 28일 열린 2009년 자민당 총재 선거에서는 다니가키 사다카즈가 차기 총재에 당선되었다.
야당이 된 후 처음 치른 전국 단위 선거인 2010년 7월 제22회 참의원 의원 통상선거에서는 민주당 정권의 핵심 인사인 오자와 이치로가 소비세율 인상을 주장하여 여론의 반발을 불렀고, 여기에 오자와의 불법 정치자금 문제, 오키나와현의 후텐마 기지 이전 문제 등을 둘러싼 정권 내부 갈등이 겹치며 민주당의 지지율이 하락하였으며, 이를 틈타 자민당은 개선 의석 기준으로 51석을 획득하여 44석을 획득한 민주당을 누르고 연립 여당의 참의원 과반 의석 확보를 저지했다.
이후 2012년 12월 제46회 중의원 의원 총선거에서 자민당은 절대 안정 의석인 294석을 획득(하토야마 구니오의 복당으로 선거 직후 295석으로 증가)하며 중의원 제1당에 올라섰다. 이후 12월 26일 제2차 아베 신조 내각이 출범하며 자민당은 공명당과 함께 약 3년 3개월 만에 집권 여당에 복귀했다.
2013년 7월 제23회 참의원 의원 통상선거에서는 공명당과 의석을 합하여 과반수 의석을 확보했다. 2014년 12월 제47회 중의원 의원 총선거에서도 291석을 획득해 정권 연장에 성공했다.
2016년 7월 제24회 참의원 의원 통상선거에서는 한 명을 선출하는 32개의 소선거구에서 자민당은 21승 11패를 기록하는 등 지역구 37석, 비례대표 19석으로 총 56석을 획득했다(전체 121석). 이 선거를 통해 일본국 헌법의 개정에 찬성하는 이른바 "개헌 세력"(자민당 + 공명당 + 일본유신회 + 일본의 마음을 소중히 하는 당 + 기타 개헌에 적극적인 정당 및 무소속 의원 포함)이 중참 양원에서 모두 3분의 2를 넘어 개헌 발의 요건을 충족했다. 선거 직후 무소속으로 활동하던 히라노 다쓰오가 자민당에 입당하면서 27년 만에 참의원에서 단독 과반수 의석(122석)을 확보했다.
2017년 1월 16일, 일본의 마음을 소중히 하는 당(이후 "일본의 마음"으로 당명 변경)과 참의원에서 통일 회파(교섭단체)를 구성했다. 회파명은 "자유민주당·마음"이다.
2017년 10월 제48회 중의원 의원 총선거에서는 지역구 218석, 비례대표 66석으로 총 284석을 획득했다. 자민당이 선거에서 승리한 것은 야당인 민진당이 분열되어 희망의 당과 입헌민주당으로 나뉘어 표가 분산된 것이 가장 큰 요인으로 지적되고 있다. 실제로 야권 분열이 일어나지 않았다면 최대 63개의 지역구에서 당선자가 뒤바뀐다는 시뮬레이션 결과가 나오기도 했다.
2018년 11월, 일본의 마음을 흡수 합병했다. 이에 앞서 참의원에서의 회파명을 "자유민주당·국민의 목소리"로 바꾸었다.
2019년 7월 제25회 참의원 의원 통상선거에서는 한 명을 선출하는 32개의 소선거구에서 22승 10패를 기록하며 지역구 38석, 비례대표 19석으로 총 57석을 획득했다. 이는 직전 제24회 참의원 선거의 56석에서 1석이 증가한 것으로, 이 선거에서 개선 대상이 된 66석에는 못 미쳤다. 자민당, 공명당의 연립 여당은 전체 개선 의석인 121석의 과반수인 63석을 넘는 71석을 획득했지만 개선 대상인 77석에서는 6석이 줄어들었다. 따라서 자민당은 참의원 단독 과반수 의석 유지에 실패했다. 비개선(비선출) 의석을 포함한 참의원 전체로는 자민, 공명 연립 여당을 포함해 개헌에 찬성하는 일본유신회와 일부 무소속 의원을 포함한 이른바 "개헌 세력"의 비개선 의석은 79석이므로 개헌이 가능한 전체 의석의 3분의 2인 164석을 확보하기 위해서는 이번 선거에서 85석 이상을 얻어야 했으나, 결과적으로 81석을 얻는데 그치면서 3분의 2 확보에 실패했다. 이에 아베 신조 총재는 국민민주당의 일부 개헌 찬성 세력 등의 협력을 얻어 조기에 개헌을 추진하겠다고 밝혔다. 다만 연립 여당인 공명당의 경우 개헌 자체에 부정적인 인사들도 많아 실제로 개헌이 이뤄질지의 여부는 불투명한 상황이 되었다.

## 연혁
- 1955년
  - 11월 15일 - 자유당과 일본민주당의 합당으로 자유민주당 창당(보수합동). 초기에는 당 총재를 두지 않고 "총재 대행 위원회"를 두었다. 총재 대행 위원은 하토야마 이치로(합당 전 일본민주당 총재), 오가타 다케토라(합당 전 자유당 총재), 미키 부키치(합당 전 일본민주당 총무회장), 오노 반보쿠(전직 중의원 의장) 등 총 4명이었다. 창당 당시 소속 국회의원은 중의원 298명, 참의원 115명이다.
- 1956년
  - 4월 5일 - 총재 선거를 시행하여 하토야마 이치로를 초대 총재로 선출함으로써 총재 대행 위원회 활동 종료.
  - 7월 8일 - 창당 후 첫 전국 단위 선거인 제4회 참의원 의원 통상선거에서 122석에 그쳐 과반수 획득에 실패.
  - 12월 14일 - 총재 선거를 시행하여 이시바시 단잔 통상산업대신이 결선 투표에서 기시 노부스케 전 상공대신에 역전승을 거두며 제2대 총재로 선출.
- 1957년
  - 2월 1일 - 이케다 하야토의 제안으로 요시다 시게루 전 총리와 사토 에이사쿠가 입당.
- 1958년
  - 5월 22일 - 창당 후 첫 총선거인 제28회 중의원 의원 총선거에서 287석을 획득하여 166석을 획득한 일본사회당에 승리.
- 1960년
  - 11월 20일 - 제29회 중의원 의원 총선거에서 296석을 획득.
- 1976년
  - 6월 25일 - 고노 요헤이, 니시오카 다케오 등 6명이 탈당, 신자유클럽 창당(이후 1986년 8월 15일 해산, 대부분이 자민당에 복당).
  - 12월 5일 - 제34회 중의원 의원 총선거에서 과반 의석 획득 실패(선거 직후 보수 성향 무소속 의원의 입당으로 과반수를 확보).
- 1983년
  - 12월 18일 - 제37회 중의원 의원 총선거에서 과반 의석 획득 실패(선거 직후 보수 성향 무소속 의원의 입당으로 과반수를 확보).
  - 12월 27일 - 창당 이후 처음으로 신자유클럽과의 연립 정권 구성, 제2차 나카소네 내각 출범.
- 1984년
  - 9월 19일 - 중핵파의 소행으로 자유민주당 중앙당사 방화 습격 사건 발생. 중앙당사 건물의 일부를 태웠다.
- 1989년
  - 7월 23일 - 제15회 참의원 의원 통상선거에서 일본사회당에 참패하여 보수 성향 무소속 의원을 모두 합쳐도 참의원 과반수 의석에 이르지 못함.
- 1993년
  - 7월 18일 - 제40회 중의원 의원 총선거 직전에 탈당자가 속출. 선거 결과, 선거 직전 의석수를 유지하는 데 그치고, 제1당은 유지했지만 중의원 단독 과반수에 못 미침.
  - 8월 9일 - 일본사회당·신생당·공명당·민사당·민주개혁연합·일본신당·신당 사키가케 등 7개 정당이 일본신당 소속의 호소카와 모리히로를 총리로 삼아 연립 정권(비자민·비공산 연립정권)을 구성함으로써 처음으로 자민당이 야당이 됨.
- 1994년
  - 6월 30일 - 무라야마 도미이치 일본사회당 위원장을 총리로 하는 자유민주당·일본사회당·신당 사키가케의 연립 정권이 출범, 약 11개월 만에 여당으로 복귀. 자민당이 다른 당의 당수에게 총리직을 맡긴 것은 처음 있는 일이었다.
- 1995년
  - 7월 23일 - 제17회 참의원 의원 통상선거에서 비례대표 제1당을 야당인 신진당에 내줬다.
- 1996년
  - 1월 11일 - 약 2년 반 만에 자민당 총재를 총리로 하는 제1차 하시모토 내각이 출범.
- 1997년
  - 9월 5일 - 무소속 의원들의 입당으로 약 4년 만에 중의원 단독 과반수를 회복.
- 1998년
  - 6월 1일 - 사회민주당·신당 사키가케와의 연립 정권 종료.
- 1999년
  - 1월 14일 - 자유당과의 연립 정권 수립(자자 연립), 오부치 제1차 개조내각 출범.
  - 10월 5일 - 공명당이 연정에 합류(자자공 연립), 오부치 제2차 개조내각 출범.
- 2000년
  - 4월 1일 - 자유당이 연정에서 이탈. 자유당에서 갈라져 나온 보수당(2002년 12월 신보수당으로 당명 변경)과 연립 정권 구성(자공보 연립).
- 2003년
  - 11월 21일 - 신보수당이 자민당에 흡수 합당되면서 자공 연립 정권으로 개편. 이후 자민당·공명당 양당의 공조가 정착.
- 2005년
  - 11월 22일 - 창당 50주년 기념 전당대회에서 "새 이념", "새 강령", "창당 50년 선언"을 채택. 동시에 자민당의 일본국 헌법 개정안인 "신헌법 초안"을 공식 발표.
- 2007년
  - 7월 29일 - 제21회 참의원 의원 통상선거에서 제1야당인 민주당에 참패하며 창당 이후 처음으로 참의원 제2당으로 전락.
- 2009년
  - 8월 30일 - 제45회 중의원 의원 총선거에서 해산 전 300석을 크게 밑도는 119석을 획득하는 역사적인 참패를 기록하며 창당 이후 처음으로 중의원 제2당으로 전락.
  - 9월 16일 - 하토야마 유키오 내각의 출범으로 약 15년 만에 야당으로 전락.
- 2010년
  - 1월 24일 - 제77회 정기 전당대회에서 "헤세이 22년 강령"을 발표.
  - 4월 11일 - 강경파 의원 6명이 당의 노선과 운영을 비판, 탈당하여 신당 일어나라 일본을 창당. 중의원 의석수가 113석으로 감소.
  - 7월 12일 - 제22회 참의원 의원 통상선거에서 개선 의석 기준으로 여당이자 제1당인 민주당보다 7석이 많은 51석을 획득(전체 84석).
- 2012년
  - 4월 27일 - 샌프란시스코 강화 조약 체결 60주년을 맞아 새로운 개헌안을 발표(2005년 안에서 보충).
  - 12월 16일 - 제46회 중의원 의원 총선거에서 294석을 획득하며 중의원 제1당에 복귀.
  - 12월 26일 - 제2차 아베 신조 내각 출범으로 공명당과 함께 약 3년 3개월 만에 여당에 복귀.
- 2013년
  - 7월 21일 - 제23회 참의원 의원 통상선거에서 개선 의석 기준으로 현행 선거 제도하에서 최다인 65석을 획득(전체 115석). 연립 여당인 공명당과 의석을 합쳐 참의원 과반수 의석 확보.
- 2014년
  - 12월 14일 - 제47회 중의원 의원 총선거에서 291석을 획득. 공명당과 합쳐 326석을 확보하여 전체 의석 수의 3분의 2 이상을 유지.
- 2016년
  - 7월 10일 - 제24회 참의원 의원 통상선거에서 지역구 37석, 비례대표 19석으로 총 56석을 획득(전체 121석).
  - 7월 23일 - 무소속 참의원 의원 1명이 입당하여 27년 만에 참의원에서 단독 과반수 의석(122석) 확보.
- 2017년
  - 3월 5일 - 제84차 정기 전당대회에서 자민당 총재 임기를 종래에 연속 2기까지 재임 가능했던 것을 연속 3기까지 재임할 수 있도록 하는 당칙 개정안을 확정.[36]
  - 7월 2일 - 2017년 도쿄도의회 의원 선거에서 23석을 획득하는 데 그쳐 도쿄도의회 제1당을 도민퍼스트회에 내주며 2009년 선거의 38석을 크게 밑도는 참패를 기록.
  - 10월 22일 - 제48회 중의원 의원 총선거에서 284석을 획득. 공명당과 합쳐 313석을 확보하여 전체 의석 수의 3분의 2 이상을 유지.
- 2018년
  - 11월 1일 - 일본의 마음을 흡수 합당.[37]
- 2019년
  - 7월 21일 - 제25회 참의원 의원 통상선거에서 지역구 38석, 비례대표 19석으로 총 57석을 획득(전체 113석).

## 당직

### 총재
자유민주당의 당수이며, 당의 최고 책임자로서 당을 지휘하는 직책이다. 임기는 3년으로, "연속 3기"에 한정하여 재임할 수 있다. 제1당의 총재가 내각총리대신직을 맡게 되는 관례에 따라 일반적으로 자유민주당의 총재는 총리직을 겸하게 된다. 현재 총재는 제28대 총재인 이시바 시게루이다.

### 집행부
- 2024년 9월 29일 현재[38]

| 직책                                         | 성명              | 중·참의원 | 소속(출신) 파벌                 |
| -------------------------------------------- | ----------------- | --------- | ------------------------------- |
| 총재                                         | 이시바 시게루     | 중의원    | 무파벌                          |
| 부총재                                       | 스가 요시히데     | 중의원    | 무파벌                          |
| 간사장                                       | 모테기 도시미쓰   | 중의원    | 헤이세이 연구회 (구 다케시타파) |
| 간사장 대행                                  | 가지야마 히로시   | 중의원    | 무파벌                          |
| 간사장 대리                                  | 다나카 가즈노리   | 중의원    | 지공회 (아소파)                 |
| 재무위원장                                   | 시오노야 류       | 중의원    | 세이와 정책연구회 (호소다파)    |
| 선거대책위원장                               | 엔도 도시아키     | 중의원    | 유린회 (다니가키파)             |
| 조직운동본부장                               | 오부치 유코       | 중의원    | 헤이세이 연구회 (구 다케시타파) |
| 홍보본부장                                   | 고노 다로         | 중의원    | 지공회 (아소파)                 |
| 국회대책위원장                               | 모리야마 히로시   | 중의원    | 근미래정책연구회 (이시하라파)   |
| 당기위원장                                   | 에토 세이치       | 참의원    | 지수회 (니카이파)               |
| 중의원 의원 총회장                           | 후나다 하지메     | 중의원    | 헤이세이 연구회 (구 다케시타파) |
| 총무회장                                     | 후쿠다 다쓰오     | 중의원    | 세이와 정책연구회 (호소다파)    |
| 양원 의원 총회장                             | 오쓰지 히데히사   | 참의원    | 헤이세이 연구회 (구 다케시타파) |
| 정무조사회장                                 | 다카이치 사나에   | 중의원    | 무파벌                          |
| 참의원 의원 총회장                           | 세키구치 마사카즈 | 참의원    | 헤이세이 연구회 (구 다케시타파) |
| 참의원 간사장                                | 세코 히로시게     | 참의원    | 세이와 정책연구회 (호소다파)    |
| 참의원 간사장 대행                           | 노가미 고타로     | 참의원    | 세이와 정책연구회 (호소다파)    |
| 참의원 정책심의회장                          | (공석)            | 참의원    |                                 |
| 참의원 국회대책위원장                        | 오카다 나오키     | 참의원    | 세이와 정책연구회 (호소다파)    |
| 중앙정치대학원 학원장                        | 나카타니 겐       | 중의원    | 무파벌                          |
| 행정개혁추진본부장                           | 사쿠라다 요시타카 | 참의원    | 세이와 정책연구회 (호소다파)    |
| 북한에 의한 납치문제대책본부장               | 야마타니 에리코   | 참의원    | 세이와 정책연구회 (호소다파)    |
| 당·정치 제도 개혁 실행본부장                 | 시오자키 야스히사 | 중의원    | 무파벌                          |
| 헌법 개헌 추진본부장                         | 에토 세이시로     | 중의원    | 세이와 정책연구회 (호소다파)    |
| 동일본 대지진 부흥 가속화 본부장             | 누카가 후쿠시로   | 중의원    | 헤이세이 연구회 (구 다케시타파) |
| 2020년 올림픽·패럴림픽 도쿄 대회 실시 본부장 | 엔도 도시아키     | 중의원    | 무파벌                          |
| 지방 창생 실행 통합본부장                    | 가와무라 다케오   | 중의원    | 지수회 (니카이파)               |
| 1억 총활약 추진 본부장                       | 이노구치 쿠니코   | 참의원    | 지공회 (아소파)                 |
| 북한 핵실험·미사일 문제 대책 본부장          | 니카이 도시히로   | 중의원    | 지수회 (니카이파)               |
| 인공지능 미래사회경제전략본부장              | 시오노야 류       | 중의원    | 세이와 정책연구회 (호소다파)    |
| 국토강인화 추진본부장                        | 니카이 도시히로   | 중의원    | 지수회 (니카이파)               |
| 2025년 오사카·간사이 엑스포 추진 본부장      | 니카이 도시히로   | 중의원    | 지수회 (니카이파)               |
| TPP·일EU·일미TAG 등 경제협력대책본부장       | 모리야마 히로시   | 중의원    | 근미래정책연구회 (이시하라파)   |

## 지지 기반

### 대도시와 지방
농업 종사자에 보조금을 교부하고, 전국 각 지역을 연결하는 교통망을 건설하는 사회 간접 자본(SOC) 사업의 적극적인 추진 등 도시와 농어촌 지역의 경제 격차를 줄이는 정책을 다나카 가쿠에이 내각 이래 답습해 온 자민당은 농어촌 및 지방 소도시에서 높은 지지를 받았고, 반대로 대도시 및 베드타운 지역에서는 열세를 보여왔다. 그러나 근래에는 환태평양 경제 동반자 협정(TPP) 등의 자유 무역 협정을 추진하여 농수산물 수출입의 전면 개방이 이뤄지면서 농어촌 지역의 지지율이 빠지는 한편, 고이즈미 준이치로 내각 이후 언론 홍보 및 당의 이미지 개선에 공을 들이면서 종래의 자민당 지지층 외에 대도시 지역 무당층과 정치에 무관심했던 층으로부터도 폭넓은 지지를 얻게 되었다. 그 결과 "구체적인 것은 잘 모르겠지만 당수의 이미지를 보고 자민당을 지지한다"는 이른바 "B층"이 생겨났다.
하지만 오늘날에도 인구 밀도가 낮은 지자체에서는 자민당의 득표율이 높고, 인구가 밀집된 도시 지역으로 갈수록 득표율이 떨어지는 경향이 있다는 지적이 있다. 그 이유로는 "자민당이 농업협동조합(농협)을 매개로 한 두터운 기반을 지방에 가지고 있기 때문"이라는 해석도 나왔다.

### 지방자치단체별
자민당은 현직 내각총리대신이자 당 총재인 아베 신조가 지역구를 두고 있는 야마구치현과 호쿠리쿠 지방 3현(도야마현, 이시카와현, 후쿠이현)에 강력한 기반을 갖고 있다. 그 밖에 원자력 발전소가 있는 지방자치단체에서도 자민당의 득표율이 비교적 높게 나타나는 경향이 있다.

### 소득 수준별

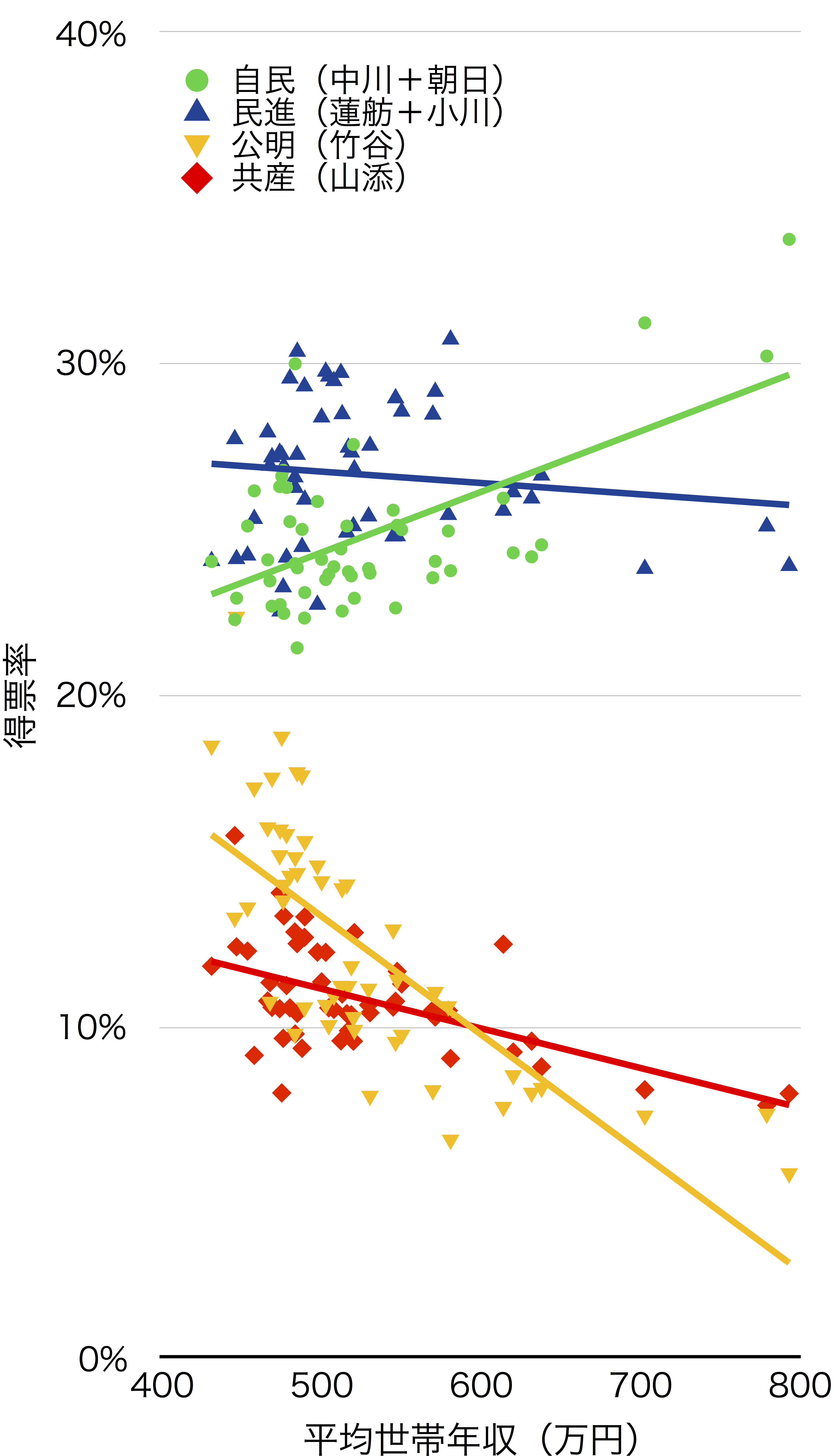
2016년 제24회 참의원 의원 통상선거의 도쿄도 선거구에서 당선된 후보 6명의 지자체별 득표율(같은 정당의 후보가 2명 이상일 경우 총합)과 지자체별 가구당 평균 연 소득의 상관 관계를 나타낸 그래프. 자민당 후보의 경우 평균 소득이 높아질수록 득표가 높아지는 현상을 보인다.
(출처: 도쿄도 선거관리위원회 및 총무성 통계국)

과거 10년 간의 자민당 지지율 추이를 가구 소득별로 보면 2005년에는 부유층부터 빈곤층까지 모두 지지율이 비슷했던 반면, 2015년에는 상대적으로 부유층의 자민당 지지가 상승하고 빈곤층의 지지는 하락했다(아래 표 참조). 이에 대해 아사히 신문은 가구당 연 소득이 300만 엔 미만인 경우 자민당 지지층에서 이탈하여 무당층으로 이동하는 사람이 늘어나고 있다고 설명했다.
| 가구당 연 소득  | 2005년 12월 (%) | 2015년 3월 (%) |
| --------------- | --------------- | -------------- |
| 1000만 엔 이상  | 43              | 46 ( 3)        |
| 750만~1000만 엔 | 37              | 48 ( 11)       |
| 500만~750만 엔  | 40              | 41 ( 1)        |
| 300만~500만 엔  | 42              | 41 ( 1)        |
| 300만 엔 미만   | 40              | 36 ( 4)        |

또한 총무성 통계국의 자료에 따르면 2016년 제24회 참의원 의원 통상선거의 도쿄도 선거구에서 자민당 후보자의 득표율(나카가와 마사하루 및 아사히 겐타로의 합)은 가구당 평균 소득이 높은 지자체에서는 높았던 반면, 평균 소득이 낮은 지자체에서는 상대적으로 적었다(오른쪽 그래프 참조).

### 연령별
연령별로는 20대와 70대 이상에서 많은 표를 얻는 추세이다. 이 때문에 일부 언론에서는 자민당이 70대 이상의 고령층 뿐만 아니라 젊은 층에서도 상당한 지지를 받고 있다는 분석이 나오기도 한다. 다만, 다수의 여론조사에서 드러나듯 20대 등 젊은 층에서는 "지지 정당 없음"이라고 응답하는 비율이 자민당 지지율보다 높게 나오는 경우가 많고, 이들 무당층의 대부분이 투표에 소극적이기 때문에 젊은 층에서 자민당의 득표가 상대적으로 높게 나오는 것일 뿐이라는 지적도 나온다. 실제로 한 여론조사에서 연령별 자민당 지지율을 보면 70대 이상이 가장 높았고, 다음으로 60대, 50대, 40대 순이었으며 30대 이하의 지지율은 상대적으로 낮은 편에 속했다. 한편, 무당층의 비율은 30대 이하에서 가장 높았다.

### 지원 단체
당우 조직
- 자유사회를 지키는 국민회의(약칭 "자유국민회의")

1977년 창설되었다. 단체 스스로 "자민당에 할 말은 하는 응원 단체"를 표방하고 있다. 자민당원이 가입하는 것도 가능하며, 일본 국적을 가진 사람만 가입할 수 있다.
정치 자금 조직
- 국민정치협회

1976년 1월 1일 자민당의 공식 자금 조직으로 지정되었다. 법인상으로는 공식 당우 조직이다. 자유국민회의와 마찬가지로 개인 회원 가입 자격은 일본 국적을 가진 사람으로 한정되어 있다. 따라서 외국계 기업이 법인 회원이 되는 것, 재일 외국인이 회원이 되는 것은 정치자금규정법의 규정에 의해 불가능하다.
종교 단체
아사히 신문에 따르면 2013년 제23회 참의원 의원 통상선거에서 자민당 비례대표 후보자를 지원한 종교 단체는 다음과 같다.
- 조동종
- 일련종
- 천태종
- 정토종
- 세계구세교·주지광교단
- MOA 인터내셔널 (밝은 사회를 만드는 모임)
- 신생불교교단
- 불소호념회교단
- 숭교진광
- 세계진광문명교단
- 염법진교
- 해탈회
- 영우회
- 신토 정치 연맹 (신사본청)
- 흑주교
- 덴쇼코타이 신궁교
- 세계평화통일가정연합

## 비판 및 사건 사고

### 역사관
일본 자유민주당의 역사관은 종종 해외 역사학자들에게 극우적인 역사 왜곡이라고 여겨진다. 자유민주당이 지원하는 교과서에는 난징 대학살과 위안부에 대한 사건 축소, 그리고 식민지 근대화론과 군국주의 옹호 등 여러 문제가 있는 것으로 드러났다. 아베 신조 총리는 위안부의 증거를 입증할수는 없다고 하였으며, 또한 침략의 정의는 정해지지 않았다고 발언하는 등 과거사 인식에 대한 논란이 있다. 더불어 종군위안부는 군에 의한 강제 동원이 아니었다는 식의 발언을 하였다. 자유민주당의 많은 정치인들은 헌법 9조를 폐기 및 일본 재무장하며, 여기에 대해서는 일본의 재 군국주의화라는 주변국의 비판이 존재한다. 더불어 자유민주당의 많은 정치인들은 주변국에 대한 망언으로도 비판을 받고 있으며,이러한 역사 부정은 자국의 일본 공산당을 위시로 한 혁신 정당 계열에게도 비판받았다.

### 부정부패
자유민주당의 총재인 스가 요시히데 뿐만 아니라 상당한 수의 자유민주당 의원들은 정경 유착 및 부정 부패에 연루되어있다는 의혹을 받으며, 벚꽃 스캔들이라 불리는 스캔들 의혹으로 현재 자유민주당 당직자들 중 상당수가 조사중에 있다. 5억 8천만원이 사용된 벚꽃 축제라는 점에서 횡령의 의심되고 있는 상황이다. 뿐만 아니라 2017년 아베 총리는 우익 유치원과 유착해 땅 특혜 매입을 하였다는 의혹이 있다. 이 유치원은 우익적 사관을 세뇌한다는 비판도 존재한다.

## 역대 선거 결과

### 중의원
| 선거   | 총재              | 당선자    | 지역구 득표율 | 비례대표 득표율                     | 집권 여부               |
| ------ | ----------------- | --------- | ------------- | ----------------------------------- | ----------------------- |
| 1958년 | 기시 노부스케     | 298 / 467 | 59.0%         |                                     | 여당                    |
| 1960년 | 이케다 하야토     | 300 / 467 | 58.1%         |                                     | 여당                    |
| 1963년 | 이케다 하야토     | 283 / 467 | 56.0%         |                                     | 여당                    |
| 1967년 | 사토 에이사쿠     | 277 / 486 | 48.9%         |                                     | 여당                    |
| 1969년 | 사토 에이사쿠     | 288 / 486 | 47.6%         |                                     | 여당                    |
| 1972년 | 다나카 가쿠에이   | 271 / 491 | 46.9%         |                                     | 여당                    |
| 1976년 | 미키 다케오       | 249 / 511 | 41.8%         |                                     | 여당                    |
| 1979년 | 오히라 마사요시   | 248 / 511 | 44.59%        |                                     | 여당                    |
| 1980년 | 오히라 마사요시   | 284 / 511 | 47.88%        |                                     | 여당                    |
| 1983년 | 나카소네 야스히로 | 250 / 511 | 45.76%        |                                     | 자민-신자유클럽 연정    |
| 1986년 | 나카소네 야스히로 | 300 / 512 | 49.42%        |                                     | 여당                    |
| 1990년 | 가이후 도시키     | 275 / 512 | 46.14%        |                                     | 여당                    |
| 1993년 | 미야자와 기이치   | 223 / 511 | 36.62%        |                                     | 야당 (1993~1994)        |
| 1993년 | 미야자와 기이치   | 223 / 511 | 36.62%        | 자민-사회-사키가케 연정 (1994~1996) |                         |
| 1996년 | 하시모토 류타로   | 239 / 500 | 38.63%        | 32.76%                              | 자민-사민-사키가케 연정 |
| 2000년 | 모리 요시로       | 233 / 480 | 40.97%        | 28.31%                              | 자민-공명-신보수 연정   |
| 2003년 | 고이즈미 준이치로 | 237 / 480 | 43.85%        | 34.96%                              | 자민-공명 연정          |
| 2005년 | 고이즈미 준이치로 | 296 / 480 | 47.80%        | 38.18%                              | 자민-공명 연정          |
| 2009년 | 아소 다로         | 119 / 480 | 38.68%        | 26.73%                              | 야당                    |
| 2012년 | 아베 신조         | 294 / 480 | 43.01%        | 27.79%                              | 자민-공명 연정          |
| 2014년 | 아베 신조         | 291 / 475 | 48.10%        | 33.11%                              | 자민-공명 연정          |
| 2017년 | 아베 신조         | 284 / 465 | 48.21%        | 33.28%                              | 자민-공명 연정          |
| 2021년 | 기시다 후미오     | 261 / 465 | 48.05%        | 34.66%                              | 자민-공명 연정          |
| 2024년 | 이시바 시게루     | 191 / 465 | 38.46%        | 26.73%                              | 자민-공명 소수 연정     |

### 참의원
| 선거   | 총재              | 당선자   | 선거 후 의석수 | 지역구 득표율 | 비례대표 득표율 | 원내 지위                  |
| ------ | ----------------- | -------- | -------------- | ------------- | --------------- | -------------------------- |
| 1956년 | 하토야마 이치로   | 61 / 125 | 122 / 250      | 48.4%         | 39.7%           | 소수 여당                  |
| 1959년 | 기시 노부스케     | 71 / 125 | 132 / 250      | 52.0%         | 41.2%           | 다수 여당                  |
| 1962년 | 이케다 하야토     | 69 / 125 | 142 / 250      | 47.1%         | 46.4%           | 다수 여당                  |
| 1965년 | 사토 에이사쿠     | 71 / 125 | 140 / 251      | 44.2%         | 47.2%           | 다수 여당                  |
| 1968년 | 사토 에이사쿠     | 69 / 125 | 137 / 250      | 44.9%         | 46.7%           | 다수 여당                  |
| 1971년 | 사토 에이사쿠     | 62 / 125 | 142 / 250      | 44.0%         | 44.5%           | 다수 여당                  |
| 1974년 | 다나카 가쿠에이   | 62 / 125 | 126 / 250      | 39.5%         | 44.3%           | 다수 여당                  |
| 1977년 | 후쿠다 다케오     | 63 / 125 | 124 / 249      | 39.5%         | 35.8%           | 소수 여당                  |
| 1980년 | 오히라 마사요시   | 69 / 125 | 135 / 250      | 42.5%         | 43.3%           | 다수 여당                  |
| 1983년 | 나카소네 야스히로 | 68 / 126 | 137 / 252      | 43.2%         | 35.3%           | 다수 여당                  |
| 1986년 | 나카소네 야스히로 | 72 / 126 | 143 / 252      | 45.07%        | 38.58%          | 다수 여당                  |
| 1989년 | 우노 소스케       | 36 / 126 | 109 / 252      | 30.70%        | 27.32%          | 소수 여당                  |
| 1992년 | 미야자와 기이치   | 68 / 126 | 107 / 252      | 45.23%        | 33.29%          | 소수 여당 (1992~1993)      |
| 1992년 | 미야자와 기이치   | 68 / 126 | 107 / 252      | 45.23%        | 33.29%          | 소수 야당 (1993~1994)      |
| 1992년 | 미야자와 기이치   | 68 / 126 | 107 / 252      | 45.23%        | 33.29%          | 다수 연립 여당 (1994~1995) |
| 1995년 | 고노 요헤이       | 46 / 126 | 111 / 252      | 27.29%        | 25.40%          | 다수 연립 여당             |
| 1998년 | 하시모토 류타로   | 44 / 126 | 103 / 252      | 30.45%        | 25.17%          | 다수 연립 여당             |
| 2001년 | 고이즈미 준이치로 | 64 / 121 | 111 / 247      | 41.04%        | 38.57%          | 다수 연립 여당             |
| 2004년 | 고이즈미 준이치로 | 49 / 121 | 115 / 242      | 35.08%        | 30.03%          | 다수 연립 여당             |
| 2007년 | 아베 신조         | 37 / 121 | 83 / 242       | 31.35%        | 28.10%          | 소수 연립 여당 (2007~2009) |
| 2007년 | 아베 신조         | 37 / 121 | 83 / 242       | 31.35%        | 28.10%          | 소수 야당 (2009~2010)      |
| 2010년 | 다니가키 사다카즈 | 51 / 121 | 84 / 242       | 33.38%        | 24.07%          | 소수 야당 (2010~2012)      |
| 2010년 | 다니가키 사다카즈 | 51 / 121 | 84 / 242       | 33.38%        | 24.07%          | 소수 연립 여당 (2012~2013) |
| 2013년 | 아베 신조         | 65 / 121 | 115 / 242      | 42.74%        | 34.68%          | 다수 연립 여당             |
| 2016년 | 아베 신조         | 56 / 121 | 121 / 242      | 39.94%        | 35.91%          | 다수 연립 여당             |
| 2019년 | 아베 신조         | 57 / 124 | 113 / 245      | 39.77%        | 35.37%          | 다수 연립 여당             |
| 2022년 | 기시다 후미오     | 63 / 125 | 119 / 248      | 38.74%        | 34.43%          | 다수 연립 여당             |

## 같이 보기
- 일본의 정당
- 자유민주당 파벌
  - 세이와 정책연구회(청화회) - 자민당 내 최대 파벌세력
- 자유민주당 총재
- 일본회의